# Luçay-le-Libre

Luçay-le-Libre este o comună în departamentul Indre, Franța. În 1 ianuarie 2022 avea o populație de 105 de locuitori.